# Quaternario
Il Quaternario (o Neozoico) è il periodo geologico più recente, quello in cui viviamo, l'ultimo dell'eone Fanerozoico. Il Quaternario è il terzo e ultimo dei tre periodi che compongono l'era geologica del Cenozoico. Ha inizio alla fine del Pliocene, l'ultima epoca geologica del Neogene, 2,58 milioni di anni fa ed è tuttora in corso. Questo è stato in principio definito come l'ultimo periodo di estrema variabilità climatica nella storia della Terra, marcato da numerose glaciazioni.

## Etimologia
Il termine Quaternario fu introdotto nella letteratura scientifica da Giovanni Arduino nel 1760, come quarto periodo della suddivisione delle ere del pianeta dopo il Primario, il Secondario e il Terziario.
Il concetto fu ripreso dal francese Jules Desnoyers nel 1829, in occasione di un'analisi effettuata nel bacino della Senna. Egli constatò che l'età di quei sedimenti era di molto inferiore rispetto alle rocce del Terziario.

## Evoluzione del termine nel pensiero scientifico

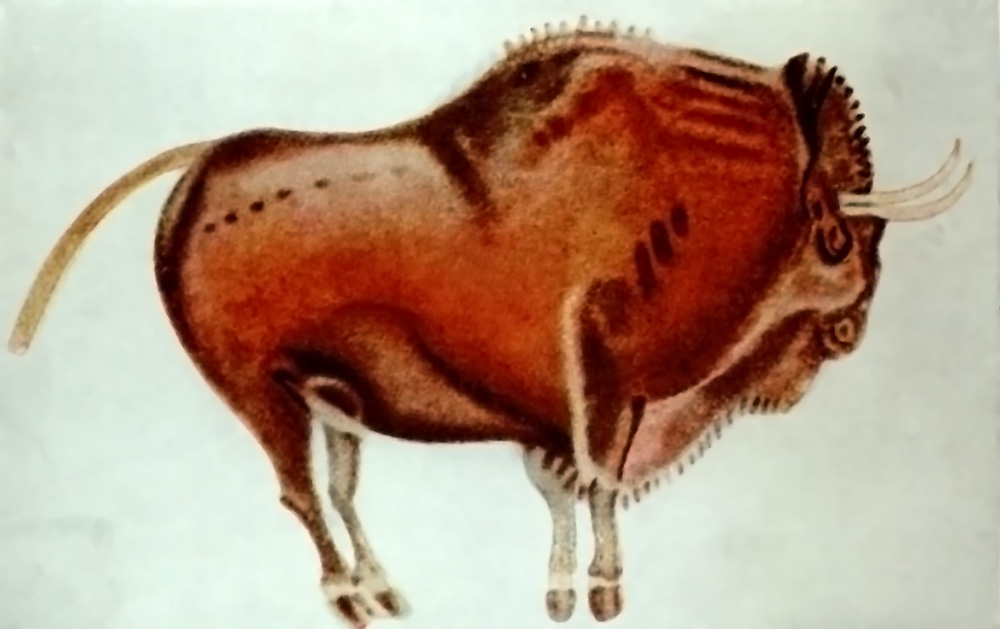
Raffigurazione di bisonte nella grotta di Altamira, circa 14.000 anni fa.

Agli inizi degli anni novanta del '900 si erano contrapposte due scuole di pensiero principali:
- la prima, a favore della conservazione del termine Quaternario per ragioni storiche, suggeriva di spostare l'inizio a 2,6 milioni di anni fa, in corrispondenza dell'ultima inversione del campo magnetico terrestre. In questo caso il Quaternario abbraccerebbe tutto l'Olocene, il Pleistocene e il Gelasiano (Pliocene superiore);
- la seconda era invece a favore dell'eliminazione del termine e all'inclusione delle suddette epoche nel Cenozoico per la difficoltà di definire questo limite in aree a clima tropicale e per la mancanza di crisi biologiche evidenti. Un altro argomento a favore dell'eliminazione era legato alla durata estremamente breve di questa era se rapportata a quelle delle ere precedenti, al punto da rendere spesso inefficaci i metodi classici della stratigrafia.

La questione è stata risolta dalla Commissione Internazionale di Stratigrafia anni 2000 nel 2009 con la conferma del periodo Quaternario.

## Suddivisioni
La Commissione Internazionale di Stratigrafia riconosce per il Quaternario la suddivisione in due epoche, secondo il seguente schema, ordinato dalla più recente alla più antica:
- Olocene da 0,0117 milioni di anni fa (Ma), cioè 11.700 anni fa e tuttora in corso
- Pleistocene da 2,58 Ma a 0,0117 Ma

## Clima

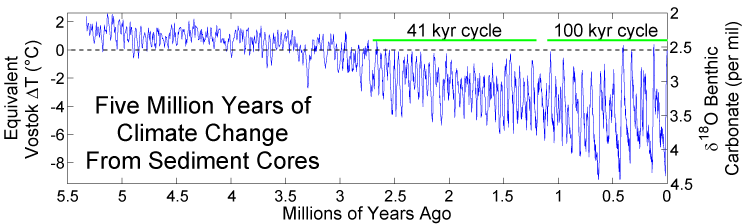
Le variazioni della temperatura media del mare negli ultimi cinque milioni di anni in base alle variazioni del rapporto tra gli isotopi ^{18}O / ^{16}O nei sedimenti marini.

Durante i massimi glaciali la temperatura superficiale dell'acqua oceanica era di 4-5 °C inferiore a quella attuale (attualmente è di circa 18 °C per le acque subtropicali e di 14 °C per le acque subpolari), mentre aveva valori simili per le acque tropicali. Durante gli interglaciali, la temperatura si situava 1-2 °C al di sopra dell'attuale.
La presenza di ghiaccio in gran parte dei continenti modificò in larga misura il modello della circolazione atmosferica. I venti ai bordi dei margini glaciali erano forti e persistenti, a causa della grande abbondanza di aria densa e fredda proveniente dai ghiacciai. Questi venti raccoglievano e trasportavano grandi quantità di sedimenti fini erosi dai ghiacciai, accumulatisi come loess, che hanno formato depositi irregolari in varie zone del pianeta come nella valle del Missouri, in Europa centrale e in Cina.
Le dune di sabbia erano più ampie ed estese all'inizio del Quaternario; un buon esempio ne sono le colline di sabbia del Nebraska, che coprono un'area di 60.000 km² e che sono oggi in gran parte ricoperte di pascoli.
Nel Pacifico del Sud il clima del Pleistocene era caratterizzato dal fenomeno del El Niño e da forti alisei. Durante i periodi glaciali le piogge erano meno abbondanti a causa della diminuzione dell'evaporazione acquea dagli oceani. Di conseguenza i deserti erano più estesi e più aridi.

## Glaciazioni

La distribuzione della vegetazione durante l'ultimo massimo glaciale, circa 20.000 anni fa

Questo periodo ha attraversato almeno sette fasi glaciali di cui quattro principali:
1. Pre-Pastonian
2. Donau I
3. Donau II
4. Günz
5. Mindel
6. Riss
7. Würm (la più recente, avvenuta circa 11.000 anni fa)

Il modello, proposto agli inizi del secolo scorso da Penck e Brückner, prevedeva inizialmente quattro glaciazioni denominate Wurm, Riss, Mindell e Gunz, è ormai considerato ampiamente superato e vale solo come testimonianza dell'evolversi delle Scienze Geologiche.
A partire dagli anni settanta del XIX secolo infatti i ricercatori italiani hanno iniziato ad applicare i criteri già largamente in uso all'estero, che distinguono fra "clima" e "avanzata di ciascun ghiacciaio vallivo". L'avanzata di un ghiacciaio è infatti la risposta complessa a una serie di parametri, fra cui quello climatico.
A parità di periodo climatico freddo infatti, entra in gioco l'umidità e quindi le precipitazioni: se non nevica, neanche al polo si possono formare ghiacciai. La barriera orografica delle Alpi influenza le precipitazioni nei due versanti opposti; le masse d'aria umida infatti tendono a scaricare tale umidità sul versante che incontrano, e quindi a giungere dall'altra parte come aria "secca" o "bel tempo". Una generalizzata nevicata su tutte le Alpi, versante settentrionale e versante meridionale, tale da creare grandi ghiacciai dappertutto nello stesso tempo è pertanto poco usuale.
Ogni vallata ha le sue avanzate e i suoi ritiri dei ghiacciai, ed esse non sono contemporanee. Anche a parità di quota le valli attuali che ospitano ghiacciai sono poste a nord. Ma i ricercatori hanno anche "osservato", attraverso misurazioni protratte negli anni, ghiacciai attuali in avanzata a fianco (cioè in valli limitrofe) di ghiacciai contemporaneamente in ritiro. 
Non è corretto quindi parlare di "glaciazioni" in senso generale, fissando date e nomi validi per tutta l'Europa. Würm e gli altri erano termini validi per le avanzate glaciali individuate a nord delle Alpi, dove lavoravano Penck e Brückner; sul versante meridionale, cioè in Italia, la storia è stata diversa, e la sua "scrittura" è ancora in corso.
In Italia settentrionale ad esempio l'ultima avanzata glaciale è denominata "Glaciazione Cantù" per il ghiacciaio del Ticino, dell'Adda e dell'Oglio, e il suo massimo è datato attorno a 18.000 anni fa; prima di questa si individuano le tracce di almeno una decina di altre avanzate glaciali e successivi completi ritiri, più una glaciazione alla fine del Terziario, nel Pliocene. Per tale motivo anche la definizione di Quaternario come periodo delle glaciazioni sta lasciando il posto a modelli più complessi.
In Italia e nell'Egeo l'attività vulcanica è intensa, con la formazione di tufi e l'effusione di magmi a composizione da basaltica ad alcalino-potassica, come le trachiti e le lipariti.

## Paleogeografia
In questo periodo i continenti e i mari assunsero la forma che oggi troviamo: l'Inghilterra si divise dall'Europa, la Sicilia si allontanò dall'Africa e dalla Calabria, il Mar Nero entrò in contatto col Mar Egeo.

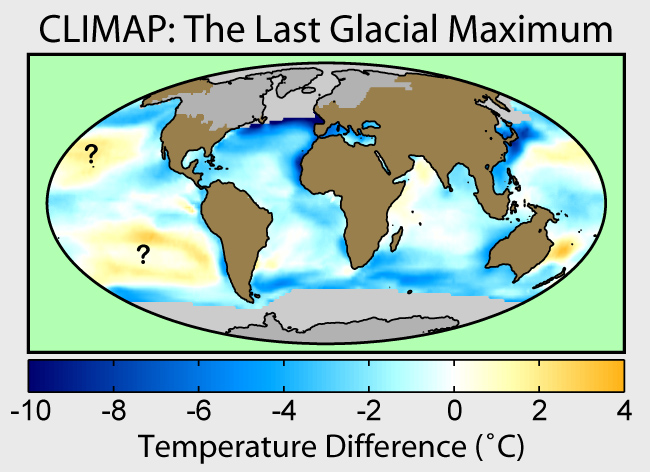
Estensione dei ghiacci durante l'ultimo pleniglaciale, circa 20.000 anni fa. La formazione di una calotta gelata di 3-4 km di spessore provocò una diminuzione di circa 120 m del livello dei mari.

Nel breve periodo di tempo del Quaternario, la deriva complessiva dei continenti fu inferiore ai 100 km, una distanza pressoché irrilevante per la paleontologia. Tuttavia, gli aspetti geologici sono conservati con un dettaglio maggiore che per le altre epoche e sono facilmente riconducibili alle posizioni attuali, rivelando una serie di cambiamenti importanti per la geografia del pianeta.
Durante il Pleistocene, come già era successo nel Pliocene, l'Antartide fu sempre ricoperto dal ghiaccio. Non è chiaro se la Groenlandia rimase sempre ghiacciata anche durante gli interglaciali. Nei periodi glaciali, i ghiacciai si estesero in alcune zone fino al 40º parallelo, ricoprendo gran parte del Nord America, dell'Europa e della Siberia.
Durante l'ultimo massimo glaciale, circa 20.000 anni fa, il manto Laurentino ricopriva completamente il Canada, la Groenlandia e la parte settentrionale degli Stati Uniti con l'eccezione dell'Alaska, che rimase libera dai ghiacci a causa della scarsità delle precipitazioni. La superficie coperta dai ghiacci in questa zona è stimata in 13-16 milioni di km², con uno spessore di 4 km e un volume di 30 milioni di km3, cioè più dell'attuale Antartide.
In Eurasia, il manto Finnoscandinavo ricopriva l'Europa settentrionale includendo le Isole britanniche, il Mare del Nord, il Mar Baltico, la Germania, la Polonia, la Russia e la parte occidentale della Siberia. La parte centrale e orientale della Siberia era probabilmente libera dai ghiacci a causa della scarsità di precipitazioni. In totale la superficie coperta dai ghiacci è stimata in 6,7 milioni di km², con uno spessore di 2 km e un volume di 7 milioni di km3, cioè circa un quarto della situazione americana.
Nell'emisfero australe, invece, la coltre ghiacciata dell'Antartide non era molto diversa dall'attuale. Le Ande erano ghiacciate a sud della Patagonia e c'erano ghiacciai anche in Nuova Zelanda ed in Tasmania. In Africa orientale e centrale i ghiacciai dei monti Kenya, Kilimanjaro e Ruwenzori erano più estesi degli attuali e se ne trovavano anche nelle montagne dell'Etiopia e nella catena dell'Atlante.
Al di fuori di queste zone si formarono ghiacciai anche nelle Alpi e nell'Himalaya. In totale si stima che alla massima estensione, quasi il 30% dell'intera superficie terrestre fosse coperta dal ghiaccio, per circa 44,4 milioni di km², contro il 10% della situazione attuale, corrispondente a 14,9 milioni di km². Inoltre al bordo dei ghiacciai si estendeva una cappa di permafrost di alcune centinaia di kilometri. La temperatura media al bordo dei ghiacciai era di -6 °C, mentre al bordo del permafrost rimaneva attorno allo 0 °C.

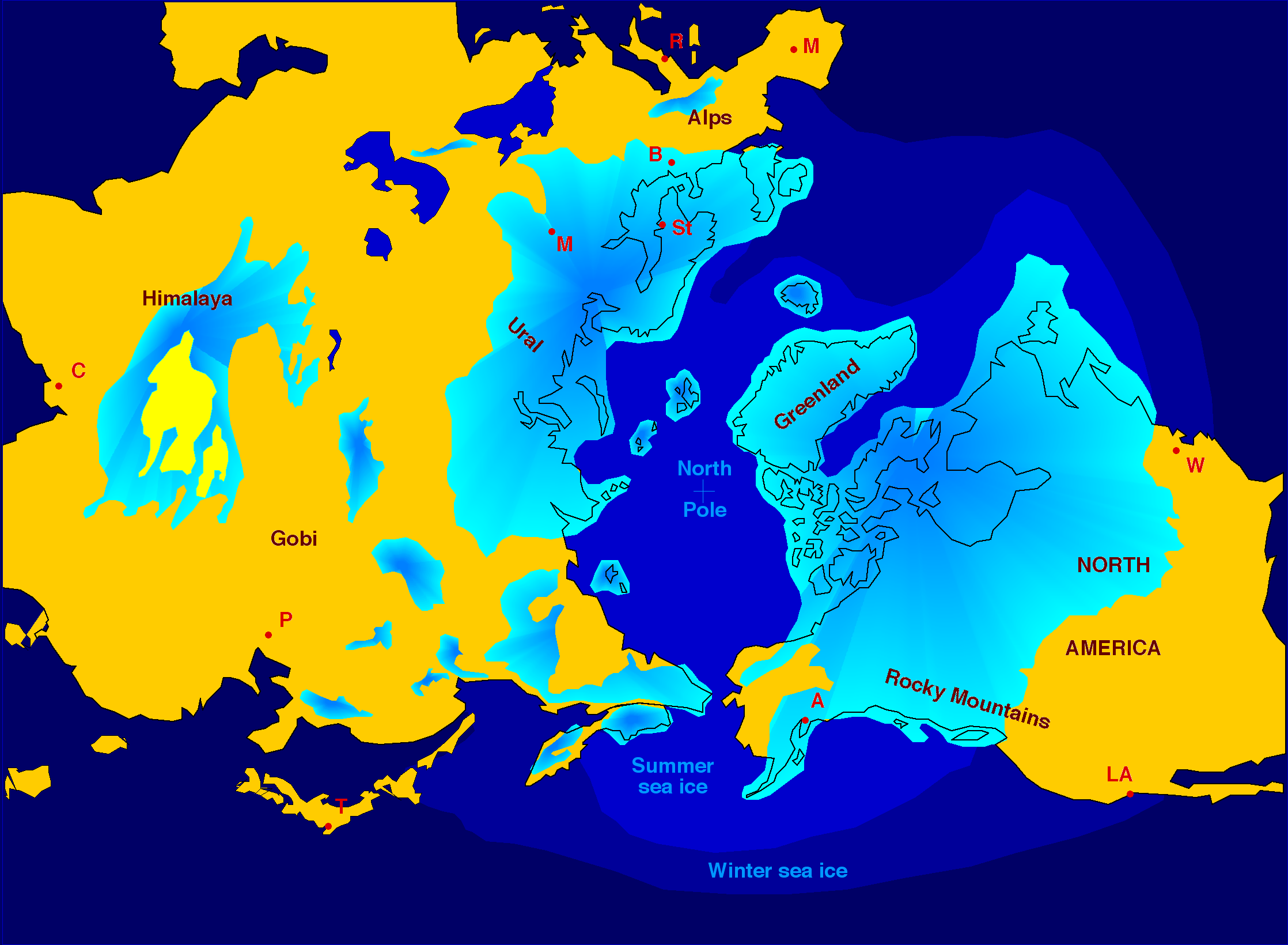
Estensione della cappa di ghiaccio nell'emisfero Nord durante l'ultimo massimo glaciale: il manto Laurentino copre il Nordamerica, il manto Finnoscandinavo copre l'Eurasia.

Le glaciazioni produssero anche una serie di effetti correlati, tra cui i principali furono l'erosione e la deposizione di materiali su grandi aree dei continenti, la modifica dei bacini fluviali, la creazione di migliaia di laghi, la variazione del livello dei mari, aggiustamenti isostatici della crosta terrestre e anomalie nella circolazione dei venti. A ogni avanzamento dei ghiacci, enormi quantità di acqua venivano intrappolate nei ghiacciai, provocando variazioni del livello dei mari che potevano superare anche i 100 metri; questa enorme quantità d'acqua, dello spessore fino a 3–4 km, veniva poi liberata durante i periodi interglaciali, come quello in cui ci troviamo ora, facendo retrocedere la linea di costa a cui si accompagnavano i movimenti isostatici di aggiustamento di alcune regioni.
Nel corso di queste oscillazioni emergeva il tratto del Canale della Manica, formando un ponte terrestre tra il continente europeo e la Gran Bretagna; si formava anche la Beringia, il ponte di terra tra Asia e Nordamerica; il continente asiatico era unito via terra con le isole dell'Indonesia, della Nuova Guinea, del Giappone e di Taiwan; l'Australia era collegata con la Nuova Zelanda e la Tasmania. L'abbassamento del livello del mare trasformava il Mar Nero e il Mar Baltico in laghi di acqua dolce, che venivano poi inondati di nuova acqua salata quando si riaprivano lo stretto del Bosforo e lo Skagerrak. I Grandi Laghi americani e canadesi sono il risultato dell'ultimo ciclo di glaciazione.
Nei vari cicli glaciali e interglaciali si ebbero varie disposizioni di laghi e baie. Lo studio dei depositi continentali, costieri e dei fondi marini ci permette oggi una buona conoscenza dei fenomeni che si sono succeduti e che hanno portato allo sviluppo delle colline moreniche, dei bacini fluviali, lacustri, dei depositi eolici (loess) e alla formazione degli ultimi rilievi alpini.

## Flora
I severi cambiamenti climatici durante i cicli di glaciazioni ebbero importanti conseguenze anche sulla flora e la fauna. A ogni avanzata dei ghiacci, grandi estensioni continentali si spopolavano completamente e le piante e gli animali si ritiravano verso sud a mano a mano che il fronte ghiacciato progrediva. Furono situazioni di forte stress assommate alla riduzione di spazio vitale e alla scarsità delle fonti di alimentazione. I fossili mostrano tuttavia una flora non molto dissimile dalle forme attuali.

## Fauna
La fauna fu fortemente influenzata dai cicli delle glaciazioni, molto più della flora. Verso la fine del Pleistocene si produsse un grande evento di estinzione dei grandi mammiferi: in tutti i continenti scomparvero gli animali dal peso superiore a una tonnellata, con l'eccezione dell'Africa e dell'Asia meridionale (che però conobbero comunque una drastica riduzione della biodiversità e la perdita della maggior parte dei generi di proboscidati, ippopotami e rinoceronti, oltre a moltissimi super predatori).  Tra le specie scomparse sono da annoverare i mammut, i mastodonti e in generale la maggioranza dei proboscidati, l'orso delle caverne, il megaterio, il gliptodonte, lo Smilodon e il megacero. Anche l'Uomo di Neanderthal, assieme a tutti gli ominidi eccetto Homo sapiens (e forse l'uomo di flores) scomparve in questo periodo.

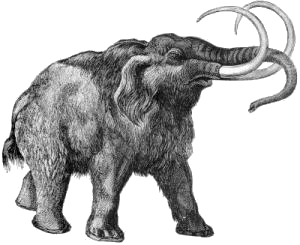
Mammut lanoso
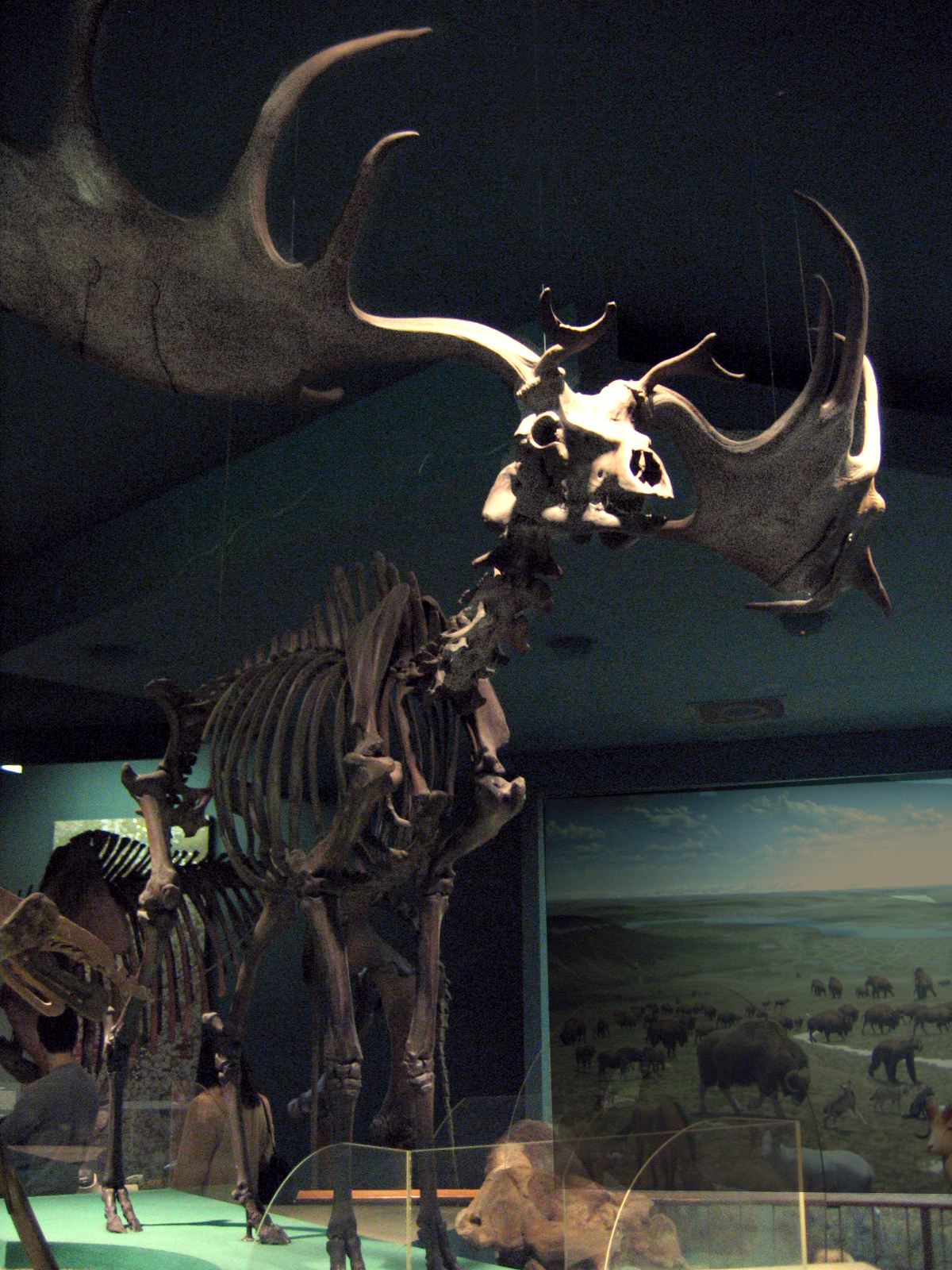
Alce Irlandese

Le estinzioni sono continuate anche nell'Olocene e per la prima volta alcune di esse possono essere attribuite anche (o soprattutto) all'intervento dell'Uomo, procedendo cronologicamente in maniera simile all'espansione del genere Homo (primo ciclo di estinzioni tra 1,7 milioni e 900.000 anni fa) o alla specie sapiens (dai 120.000 agli 11.000 anni fa, successivamente nelle isole come Madagascar e Nuova Zelanda). L'evento di estinzione dell'Olocene viene definito come la sesta estinzione di massa.

## Evoluzione dell'Uomo
Il Quaternario è soprattutto caratterizzato dalla grande evoluzione del genere Homo che ha portato ad Homo sapiens, la specie a cui apparteniamo noi.
Gli ultimi Australopitechi (attivi nell'intervallo di tempo da 4 a 1,1 milioni di anni fa) vivevano durante la prima metà del Pleistocene. Avevano già un'andatura bipede anche se il loro cervello aveva le dimensioni di quello delle grandi scimmie odierne. Il genere Homo fece la sua comparsa nel Pleistocene, sviluppandosi presto attraverso una serie di adattamenti sempre più evoluti che comprendono Homo habilis, Homo erectus, linee collaterali come Homo neanderthalensis, fino alla comparsa in Africa di Homo sapiens, la specie che ha rimpiazzato tutte le altre. Attraverso successive diffusioni, rese possibili anche dal basso livello dei mari che permise di raggiungere via terra tutti i continenti (ad esclusione dell'Antartide), Homo sapiens ha attualmente colonizzato tutto il pianeta.